# Puya chilensis
Espèce
Puya chilensis est une espèce de plantes à fleurs de la famille des Bromeliaceae. Elle est endémique du centre du Chile.

## Description
Plante vivace à feuillage persistant, elle forme de grandes rosettes denses de feuilles gris-vert en forme de lanières, bordées d'épines crochues. Les fleurs vertes ou jaunes sont portées par des épis qui ressemblent à une masse d'armes médiévale, et peuvent atteindre 2 m de haut. Se propageant par rejetons, Puya chilensis peut coloniser de vastes zones au fil du temps. La croissance est lente et les plantes peuvent mettre 20 ans ou plus à fleurir. Les deux tiers extérieurs du limbe portent des épines orientées vers l'extérieur, ce qui pourrait être une adaptation pour empêcher les herbivores d'atteindre le centre de la plante. La plante est considérée comme dangereuse pour les moutons et les oiseaux qui peuvent s'empêtrer dans les épines des feuilles. Si l'animal meurt, la plante peut recevoir des nutriments lorsque l'animal se décompose à proximité, bien que cela n'ait pas été confirmé. C'est pour cette raison que  Puya chilensis a reçu le surnom de « plante mangeuse de moutons ». Si c'est le cas, cela ferait de Puya chilensis une plante protocarnivore.

## Habitat

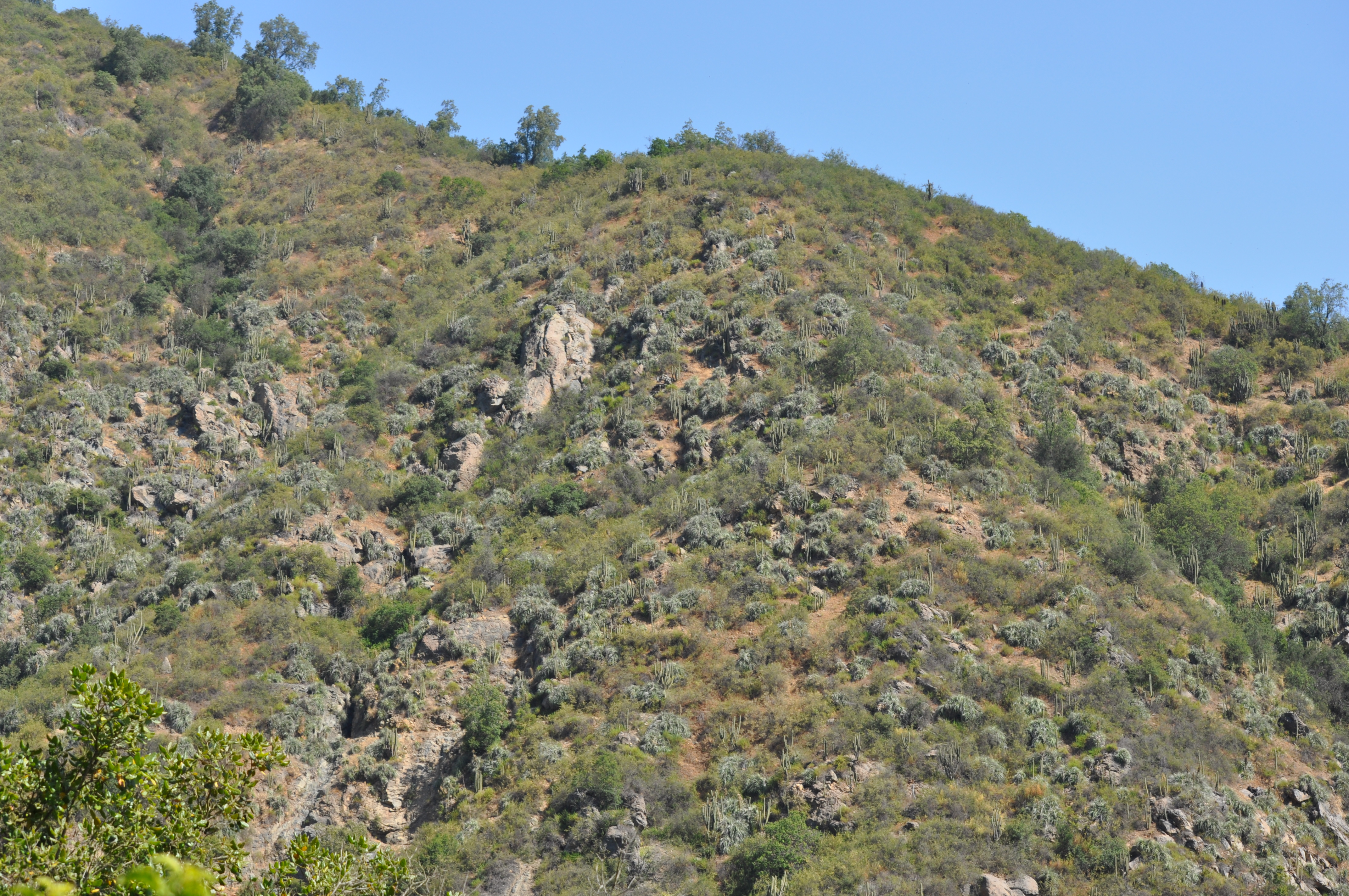
Puya chilensis poussant sur « La Campana National Park »

On le trouve généralement sur les pentes arides des Andes, sur les versants nord des zones de matorral à 300-1 000 m au-dessus du niveau de la mer.

## Conservation
Puya chilensis n'est pas considérée comme menacée. Elle est également cultivée dans de nombreuses régions du monde. Dans son environnement naturel aride, les plantes peuvent être très inflammables[pas clair] et sont susceptibles d'être endommagées par des incendies qui sont souvent le résultat de l'action de l'homme. Le défrichement est une menace croissante.

## Utilisation
Les fibres des feuilles sont utilisées pour tisser des filets de pêche durables.

## Galerie

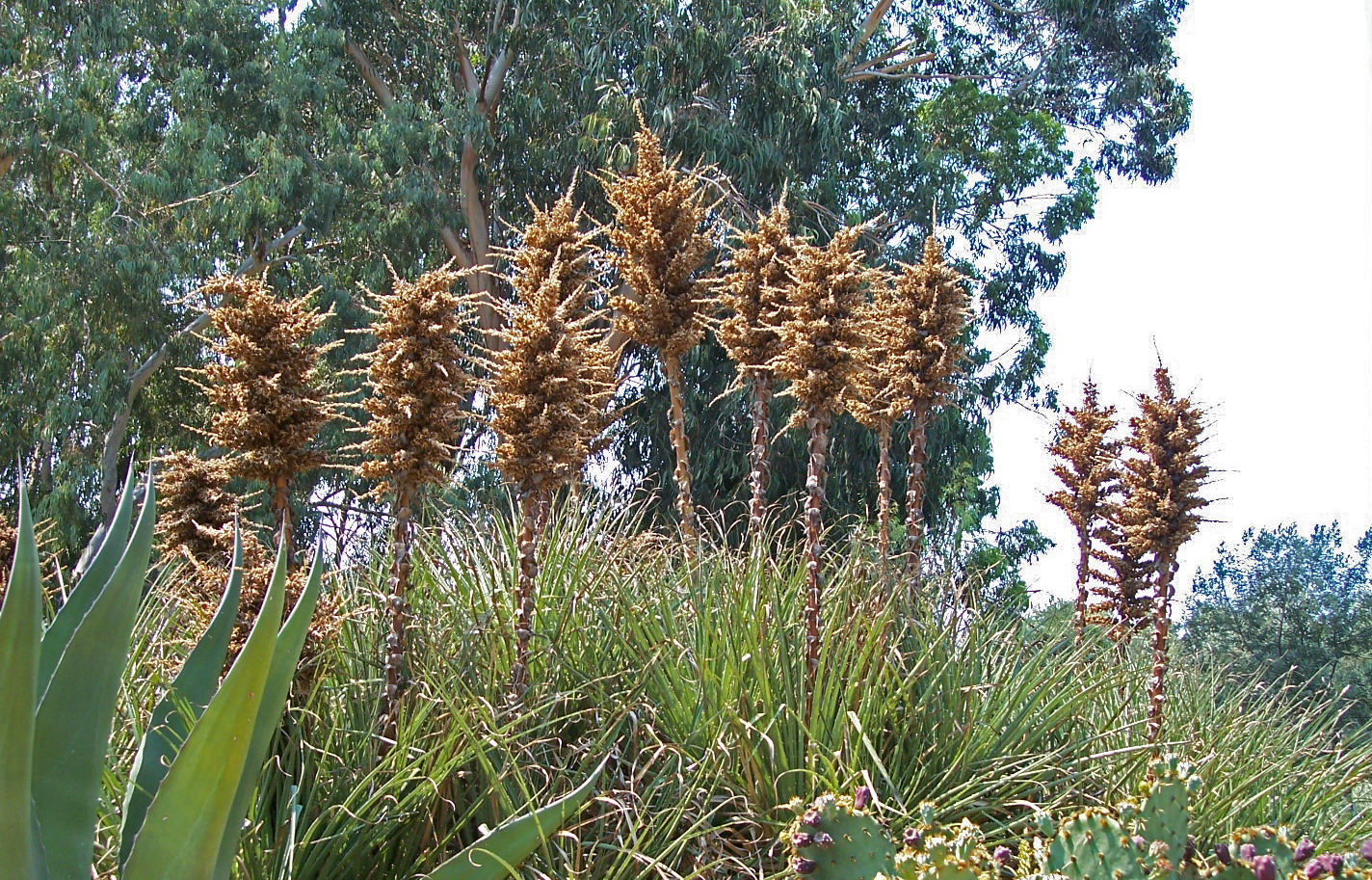
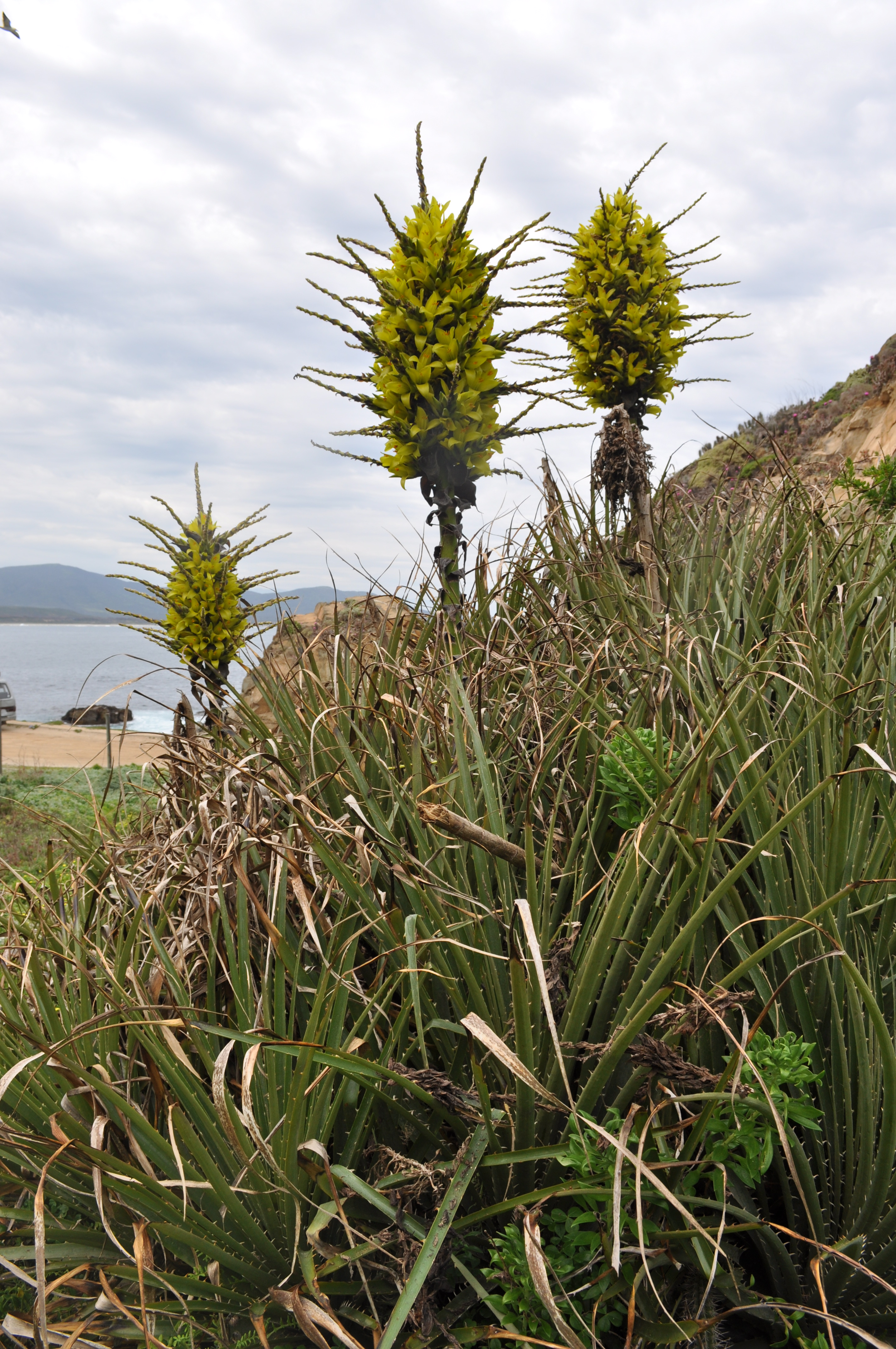
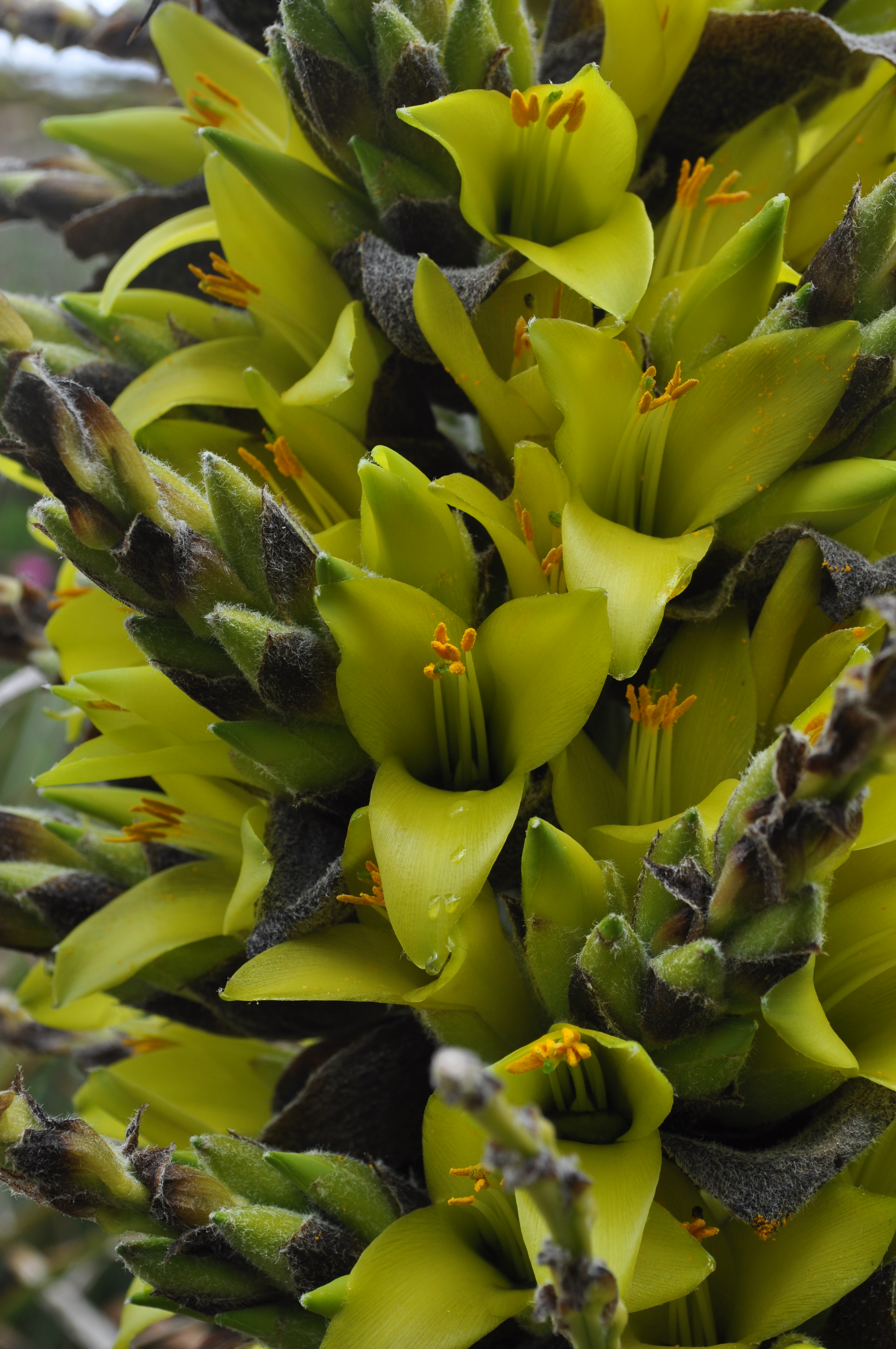
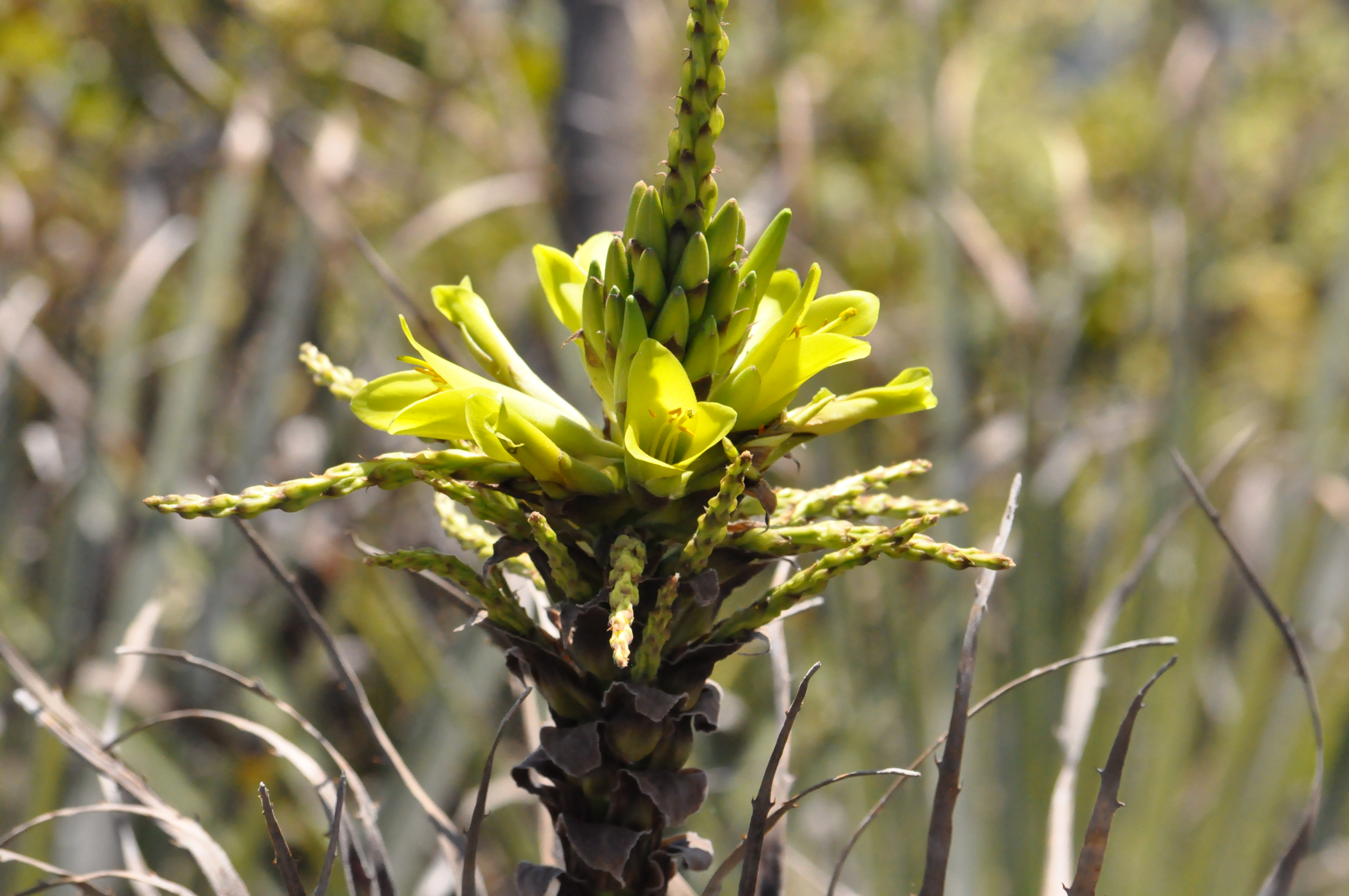
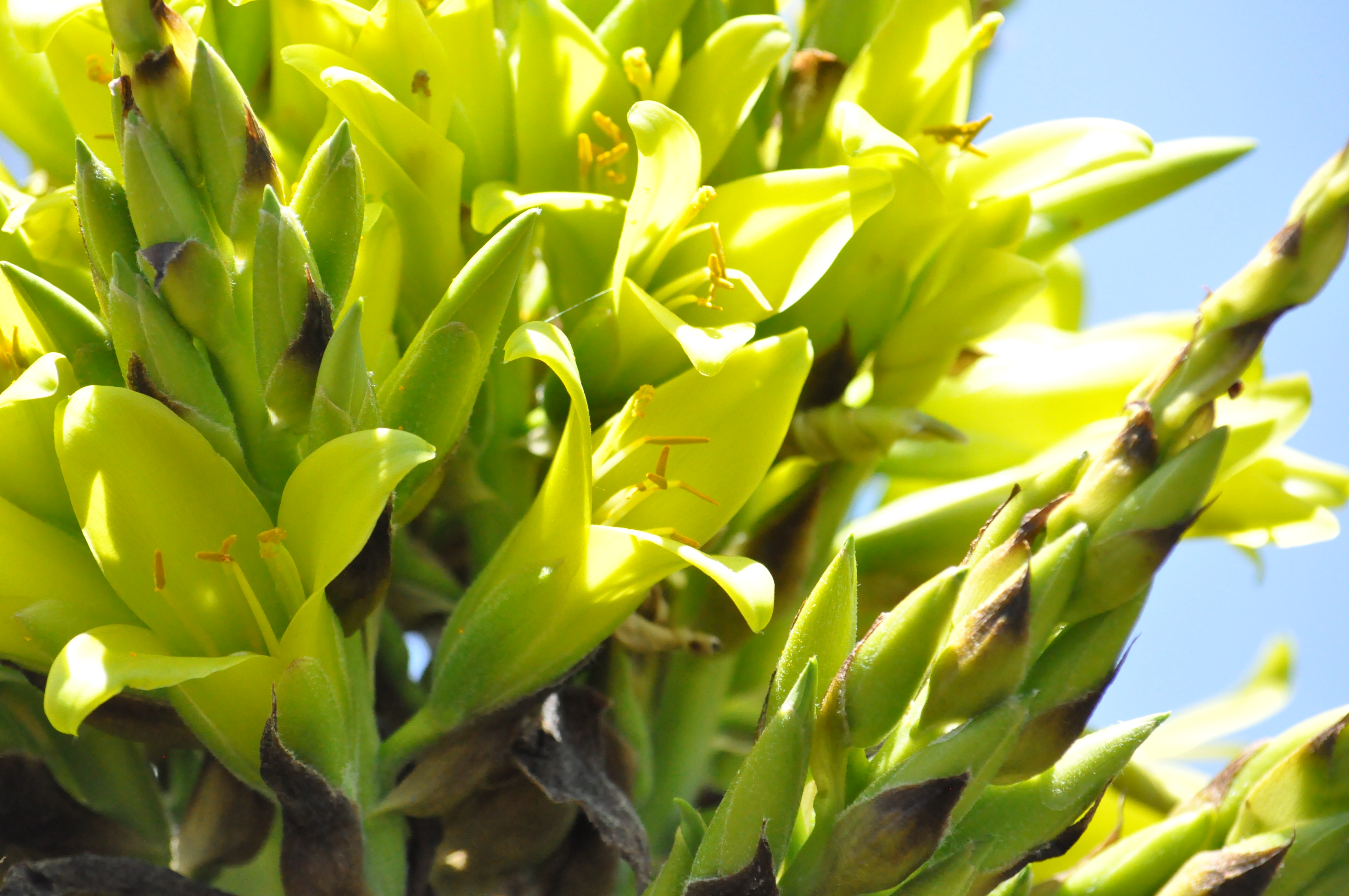
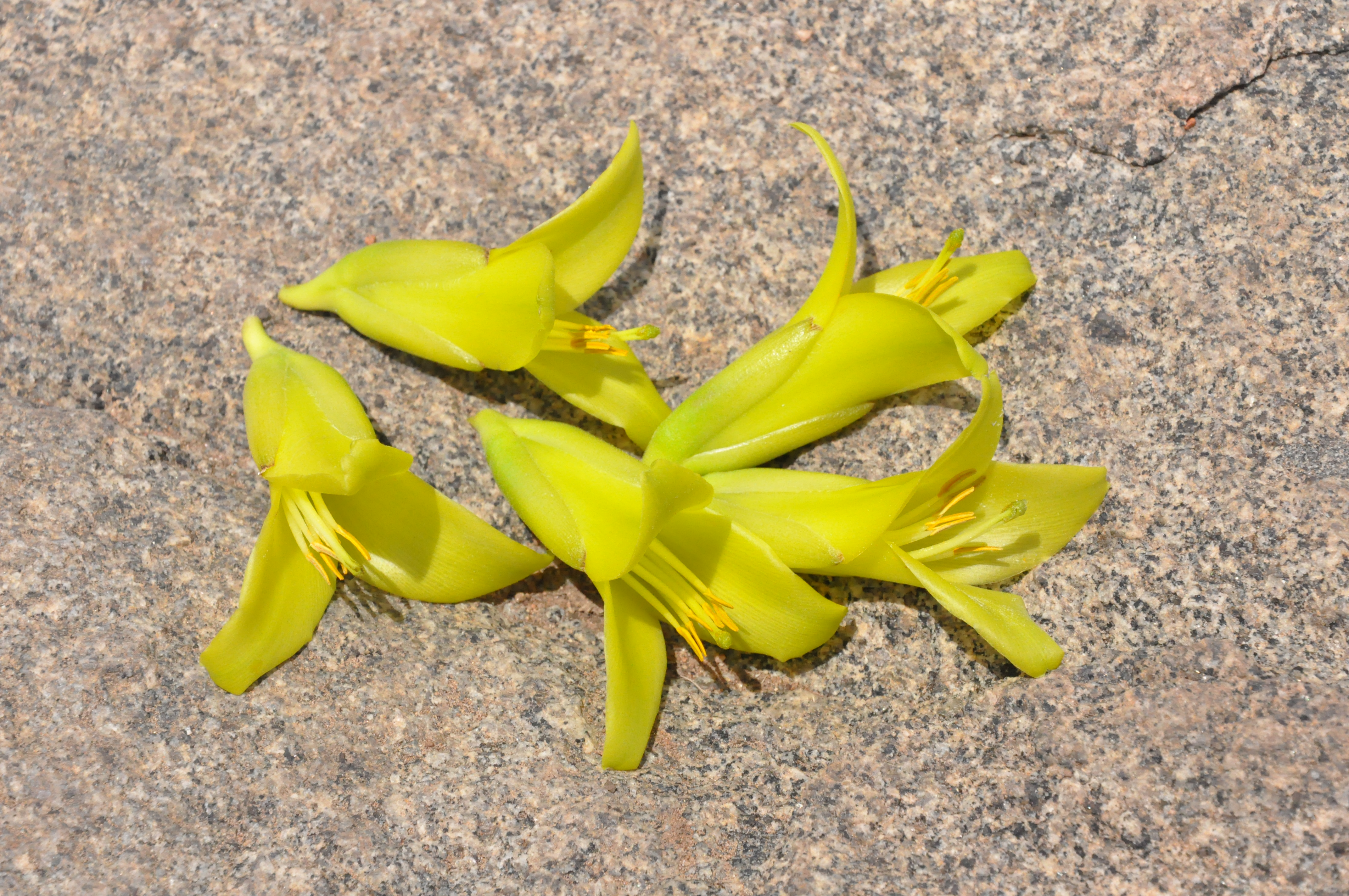
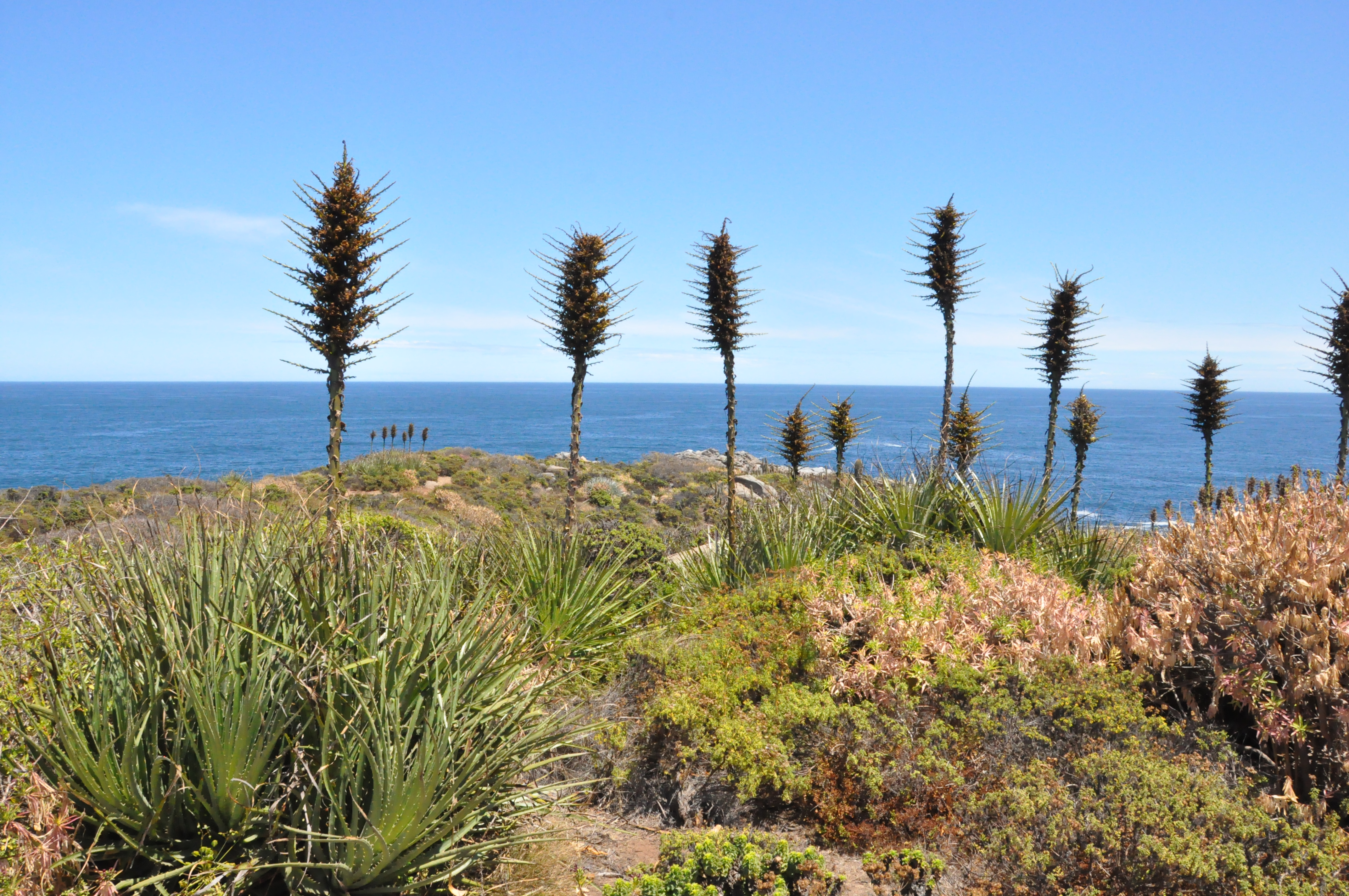
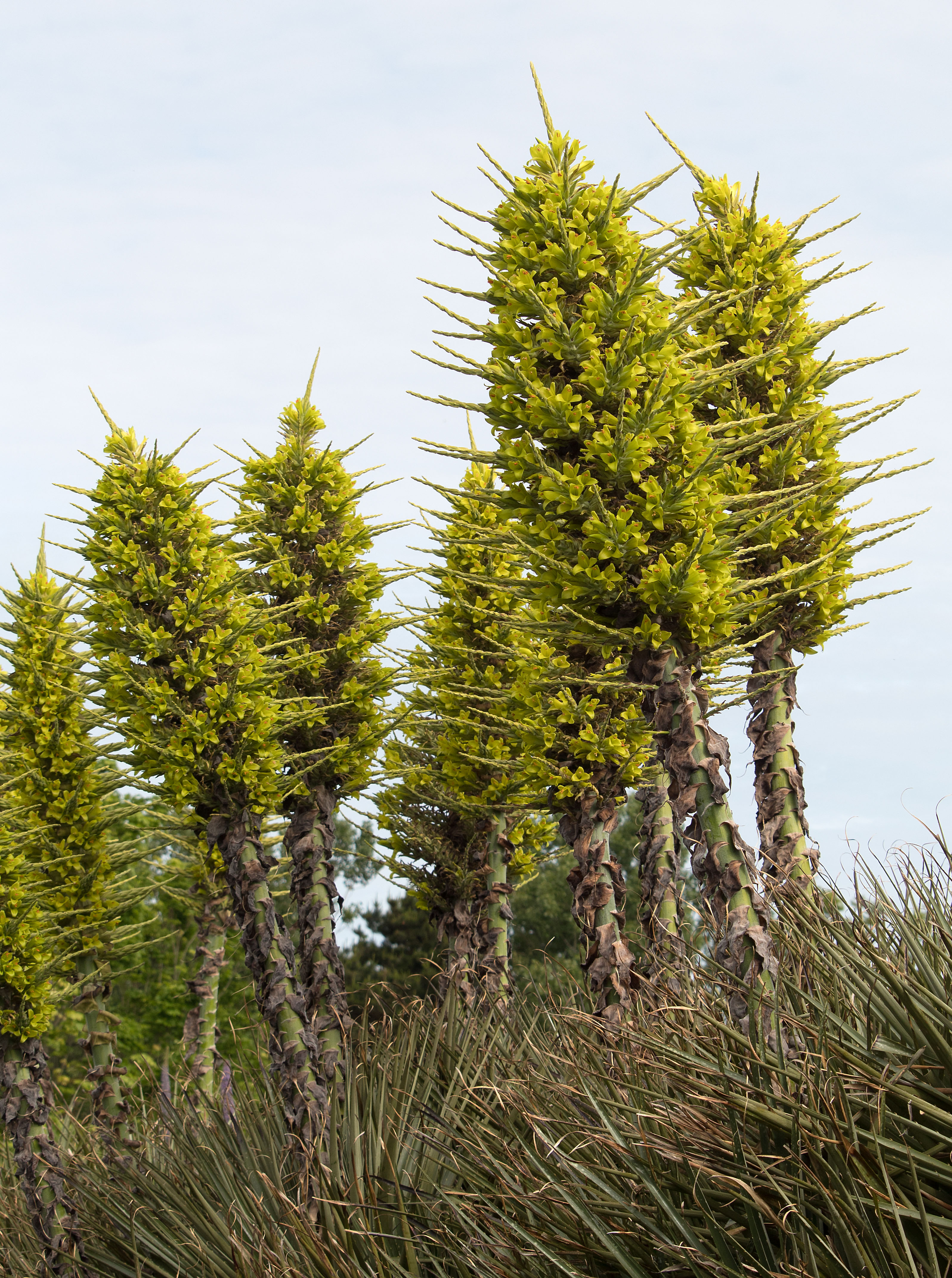
Puya chilensis

## Systématique
Le nom correct complet (avec auteur) de ce taxon est Puya chilensis Molina.
Ce taxon porte en français le nom vernaculaire ou normalisé suivant : puya du Chili.

### Étymologie
Le nom de genre Puya vient du manuche « point pique »
Puya chilensis a pour synonymes :
- Pitcairnia chilensis (Molina) Lodd.
- Pitcairnia chilensis (Molina) Lodd. ex G.Don
- Pitcairnia chilensis (Molina) Lodd. ex Loudon
- Pitcairnia coarctata (Ruiz & Pav.) Pers.
- Pourretia coarctata Ruiz & Pav.
- Puya chilensis var. gigantea (Phil.) Baker
- Puya coarctata (Ruiz & Pav.) Fisch.
- Puya gigantea Phil.
- Puya quillotana W.Weber
- Puya suberosa Molina